# پائولو لوسیو آنافستو
پائولو لوسیو آنافستو (لاتین: Paulucius Anafestus) طبق سنت، اولین دوج ونیز شناخته می‌شود که از سال ۶۹۷ تا ۷۱۷ میلادی فرمان راند. او به دفع حملات امویان مشهور است.

## زندگی‌نامه
وی از نجیب‌زادگان اراکلیا بود، که در آن زمان شهر اصلی منطقه بود. در سال ۶۹۷ به عنوان یک مقام رسمی تالابی که ونیز را احاطه می‌کند، انتخاب شد.
وظیفه او هم پایان دادن به درگیری‌های بین تریبون‌های مختلف بود که تا آن زمان بر بخش‌های مختلف حکومت می‌کردند. همچنین وظیفه داشت برای هماهنگ‌کردن دفاع در برابر لومباردها و اسلاوها، که به شهرک‌های آنها تجاوز می‌کردند، برنامه‌ریزی کند. با این حال، وجود آنافستو توسط هیچ منبعی قبل از قرن یازدهم تأیید نشده‌است. او همچنین حملات امویان را به قلمروش دفع کرد.